# Jesam!
Jesam! je osmi studijski album hrvatskog glazbenika Siniše Vuce. Objavljen je 2004. u izdanju diskografske kuće Croatia Records.
Skladbe "Idi do vraga" i "Mjesec žut" su izvorno bile snimljene 1996., ali na zahtjev tadašnjeg izdavača, zbog sadržane političke poruke nisu objavljene. Objavljene su na albumu  Jesam! 2004. godine .

## Popis pjesama
| Br. | Skladba                                 | Trajanje |
| --- | --------------------------------------- | -------- |
| 1.  | »U kafani«                              | 3:19     |
| 2.  | »Sanja«                                 | 3:06     |
| 3.  | »U napad«                               | 4:07     |
| 4.  | »Idi do vraga«                          | 5:48     |
| 5.  | »E, da si bar tu«                       | 4:16     |
| 6.  | »Maska«                                 | 2:40     |
| 7.  | »Ljeto 2004«                            | 3:04     |
| 8.  | »Umrijećeš ti od starosti«              | 3:29     |
| 9.  | »Zamaglio se pogled (Ne daj se nikome)« | 2:52     |
| 10. | »Od ljubavi davne ne živi se«           | 3:51     |
| 11. | »Mjesec žut«                            | 5:11     |
| 12. | »Cetina«                                | 4:28     |